# 真主袜事件

涉事的KK超市售卖真主字样的短袜

2024年3月13日，马来西亚社交媒体流传出一张拍摄于八打灵再也双威镇KK超市门店的照片，显示超市售卖一款印有“Allah”（真主）字样的短袜。
事件引起马来西亚穆斯林群体、其他民众及政界高度关注。事件触犯了在马来西亚颇为敏感的3R问题（宗教、种族及王室），涉事KK超市创办人兼执行主席蔡志权及袜子供应商新建昌私人有限公司的三位董事苏振发、吴丽怀（音）及冯慧珊（音）被当局依《马来西亚刑法典》第298条（蓄意透过言语伤害他人宗教情感）及《1998年通讯与多媒体法》第233条（不当使用网络）起诉，最终获无罪释放。另外，有两名民众就事件在社交媒体上发布冒犯性言论，同被当局依照上述两法条处罚。至少三家KK超市门店遭到抗议者袭击。

## 事件经过
2024年3月13日，马来西亚华裔传教士黄伟雄（Firdaus Wong Wai Hung）在脸书发布一张拍摄于八打灵再也双威镇KK超市第二分店的照片，显示超市售卖一款印有“Allah”（真主）字样的短袜。照片发布后，正在进行斋月活动的穆斯林群体倍感震惊，要求采取行动。
随后，马来西亚国内贸易及生活费部对KK超市出售“真主袜”的行为进行详细调查，内政部副部长三苏安努亚表示内政部会彻查事件。
3月16日，KK超市方面召开新闻发布会，KK超市创办人兼首席执行官蔡志权、KK集团总经理郑国贤、顾问莫哈末海卡、公司事务部经理西蒂扎希达、采购部经理娜兹哈、营销和传播部经理瓦妮丝里，以及袜子供货商新建昌有限公司的董事苏振发在会上向马来西亚全体穆斯林道歉。
3月18日，马来西亚皇家警察依照《马来西亚刑法典》第298条（蓄意透过言语伤害他人宗教情感）、《1998年通讯与多媒体法》第233条（不当使用网络），正式对案件启动调查。违法者一经定罪，最高会被处以2万令吉罚款或3年以下监禁。
3月19日，马来西亚伊斯兰教发展局向KK超市及超级商店有限公司（KK Super Mart and Superstore Sdn Bhd）管理层发出警告，要求避免宗教敏感问题再度出现。当天，警方在柔佛峇株巴辖展开突击搜查行动，搜查负责生产真主袜的工厂。峇株巴辖警察总长伊斯梅尔·多拉（Ismail Dollah）表示，执法人员在工厂内查获双威镇三家KK超市便利店退回的五双真主袜。
3月20日，柔佛州伊斯兰宗教局对80家涉嫌售卖真主袜的企业进行突袭搜查，其中包括多家同属一个连锁便利店品牌的商户。柔佛州伊斯兰宗教事务委员会主席莫哈末法里表示当局在柔佛州全部10个县展开统一行动，内政部、伊斯兰事务官县办事处及负责服装及文具零售的地方当局同步参与行动。
事件发生后，“真主袜”的中国义乌厂商“木棉情袜业”也已把涉事袜子下架，停止外销。

## 各方反应
巫统青年团团长阿克马沙烈呼吁所有穆斯林和马来人联合抵制KK超市，并向KK超市及其他商家发出警告，称购物权利在民众的身上，不要借3R敏感问题玩火。他还敦促KK超市在下辖的881家门店拉横幅，向所有受伤害的穆斯林民众道歉。阿克马的倡议得到马六甲首席部长阿都拉勿的支持。另一方面，馬來西亞華人公會总秘书张盛闻奉劝阿克马适可而止，同时认为不应该对KK超市发动抵制行动，因为有许多穆斯林员工在超市上班，鲁莽抵制只会伤及无辜。
马来西亚最高元首苏丹依布拉欣·依斯迈对事件表示愤怒和悲伤，希望对违反者采取最严厉的行动。马来西亚首相、希望联盟主席、人民公正黨主席安华·依布拉欣认为应加快采取法律行动，不要把问题拖得太久。马来西亚副首相、國民陣線主席、馬來民族統一機構主席阿末扎希呼吁民众不要就过分夸大本次事件，而应引以为鉴；同时当局应尽可能妥善解决事件，以免风波被有心人曲解和利用。
3月22日，民主行动党主席陆兆福会见巫统主席阿末扎希，讨论巫统青年团团长阿克马近日的观点及立场。陆兆福向阿末扎希表示，KK超市的创办人蔡志权已就事件向全马来西亚的穆斯林群体道歉，阿克马不应该再给此次风波添油加醋。
3月23日，巫统秘书长阿斯拉夫·瓦兹迪·杜素基代表巫统最高理事会发布声明，一致反对所有亵渎伊斯兰教及“真主”一词的行为，并对事件采取最高的呼声和最强硬的立场。阿斯拉夫表示，电影《飞行奶油》中对伊斯兰信仰的控诉、将华人新村列为联合国教科文组织世界遗产的提议、将肉骨茶列为世界非物质遗产，以及最新发生的真主袜事件，都属于有害的争论。巫统将坚持国家元首的谕令，呼吁社会各方维护国家和谐，不要玩弄3R敏感问题。
3月26日，位于霹雳州美罗的KK超市门店遭人投掷汽油弹攻击，事件未造成火灾及人员伤亡。
3月27日，马来西亚最高元首苏丹依布拉欣·依斯迈在脸书发布谕令，称警方已经采取执法行动，要求大众停止利用或操弄事件，同时呼吁人们从这次风波中吸取教训，维护国家团结。

## 后续发展
3月21日，来自沙巴的33岁的房地产协商者瑞奇沙尼卡家邦（Ricky Shane Cagampang）称反对真主袜是“垃圾思维”，违反《1998年通讯及多媒体法》第233条（不当使用网络设备或网络服务），被亚庇地方法庭法官阿米尔宣判被告监禁6个月、罚款1万5000令吉，若无法缴付罚款，则以监禁4个月取代。庭审过程中，瑞奇向法庭表示，自己于2021年3月在亚庇的沙巴伊斯兰宗教理事会皈依伊斯兰教。
3月22日，35岁华裔男子卓伟隆因在Facebook上发布一张将自己肖像合成到袜子上的图片，用来影射真主袜，违反《马来西亚刑法典》第298条（蓄意透过言语伤害他人宗教情感）、《1998年通讯与多媒体法》第233条（不当使用网络），被吉隆坡地方法院判处监禁6个月、罚款1万2000令吉。其后卓伟隆提出上诉，4月18日获吉隆坡高等法院接纳，但又被重新提控滥用网络服务的罪名；卓伟隆表示不认罪，在法官西蒂阿米娜的批准下以5000令吉保释，案件延至5月23日过堂。
3月25日，KK超市向法庭起诉真主袜供应商新建昌公司，要求新建昌赔偿KK超市招股上市终止、品牌名誉和信誉遭到破坏，以及连锁便利店生意受损等方面的损失，累计索赔超过3200万令吉。
3月26日，KK超市创办人兼执行主席蔡志权、蔡志权妻子罗秀梅（音）、新建昌私人有限公司董事苏振发、吴丽怀（音）及冯慧珊（音）分别被控触犯刑法典第109条（教唆）及第298条。四人被告在庭上皆不认罪，获准以1万令吉保释。
4月3日，KK超市创办人在国家王宫觐见马来西亚国家元首苏丹依布拉欣，向国家元首和所有穆斯林寻求宽恕和原谅，会面历时15分钟。
4月5日，马来西亚警方以煽动叛乱及传播攻击性信息罪名，在沙巴州州府亚庇逮捕阿克马。首相拿督斯里安华表示阿克马并非被警方逮捕，而是传召调查。
7月15日，沙亚南地庭裁定袜子亵渎宗教案，KK 便利店和袜子供应商新建昌公司认罪各罚款6万令吉；KK便利店创办人蔡志权及其妻子罗秀梅，以及新建昌有限公司三名董事均获得撤销控状，并且无罪释放。KK便利店总经理和新建昌有限公司董事代表各自的公司上庭认罪，法庭分别判罚6万令吉，并限时3天交付。KK便利店是被控违反《刑事法典》第298条文（伤害他人宗教情感）。而新建昌有限公司则是被控违反《刑事法典》第109条（教唆），并与第298条同读。地庭法官阿纳斯裁定时说，由于案件涉及宗教，引起公众关注，法庭需做出公平的权衡，因为那不是可以轻易放过的罪行。他说，KK 便利店公司应该更负责任，实施更严格的质量控制防止此类事件发生。他也谕令新建昌有限公司不要疏忽大意，应该严格控制其供应品。此前，控方代表副检察司表示，控方不想再继续提控蔡志权及其妻子罗秀梅，以及新建昌公司三名董事，因此欲撤销此案，并申请以“释放不等同无罪”（DNAA，discharge not amounting to acquittal）的方式结案。不过，地庭法官阿纳斯最终还是判定五人“无罪释放”（DNA，
discharged and acquitted）。3月26日，KK便利店创办人蔡志权及其妻子，以及新建昌有限公司三名董事因双威镇 KK 便利店分店展售印有“阿拉”字样的袜子，而被控蓄意伤害穆斯林的宗教情感。蔡志权夫妇是在《刑事法典》第298条文（伤害他人宗教情感）下被控，一旦罪成，可判最高监禁1年或罚款或两者兼施，但两人皆不认罪 。新建昌有限公司3董事则在《刑事法典》第109条文（教唆）被控，并在《刑事法典》第298条文（伤害他人宗教情感）条文下同读，惟3人皆不认罪。

### 多家分店遭遇恐怖袭击
3月26日，霹靂州美罗的一家KK超市遭到汽油炸弹袭击，但炸弹并未发生爆炸。
3月30日，彭亨州關丹的一家KK超市，一名未知的人向便利商店門口（地毯）投擲燃燒彈，引發火災。關丹地區警察局長表示，他的團隊在凌晨5點40分左右收到便利商店經理的報告。根據收到的警方報告，申訴人稱，一名身份不明的人向便利商店入口處（地毯）投擲燃燒彈，引發火災，該店有兩名員工，一名女員工在櫃檯，一名女員工在便利商店門口（地毯）起火。男員工正在部門後架上整理物品。
4月1日，砂拉越古晋的一家KK超市遭到汽油炸弹袭击之后炸弹并未发生爆炸。尽管朝野领袖同声谴责暴力与触法行为，但在“阿拉”字眼袜子事件上始终高喊杯葛KK超商的巫青团长阿克玛依然态度强硬，认为当局严惩暴力者的同时，也应继续杯葛KK超商。